# Münstersche Armee

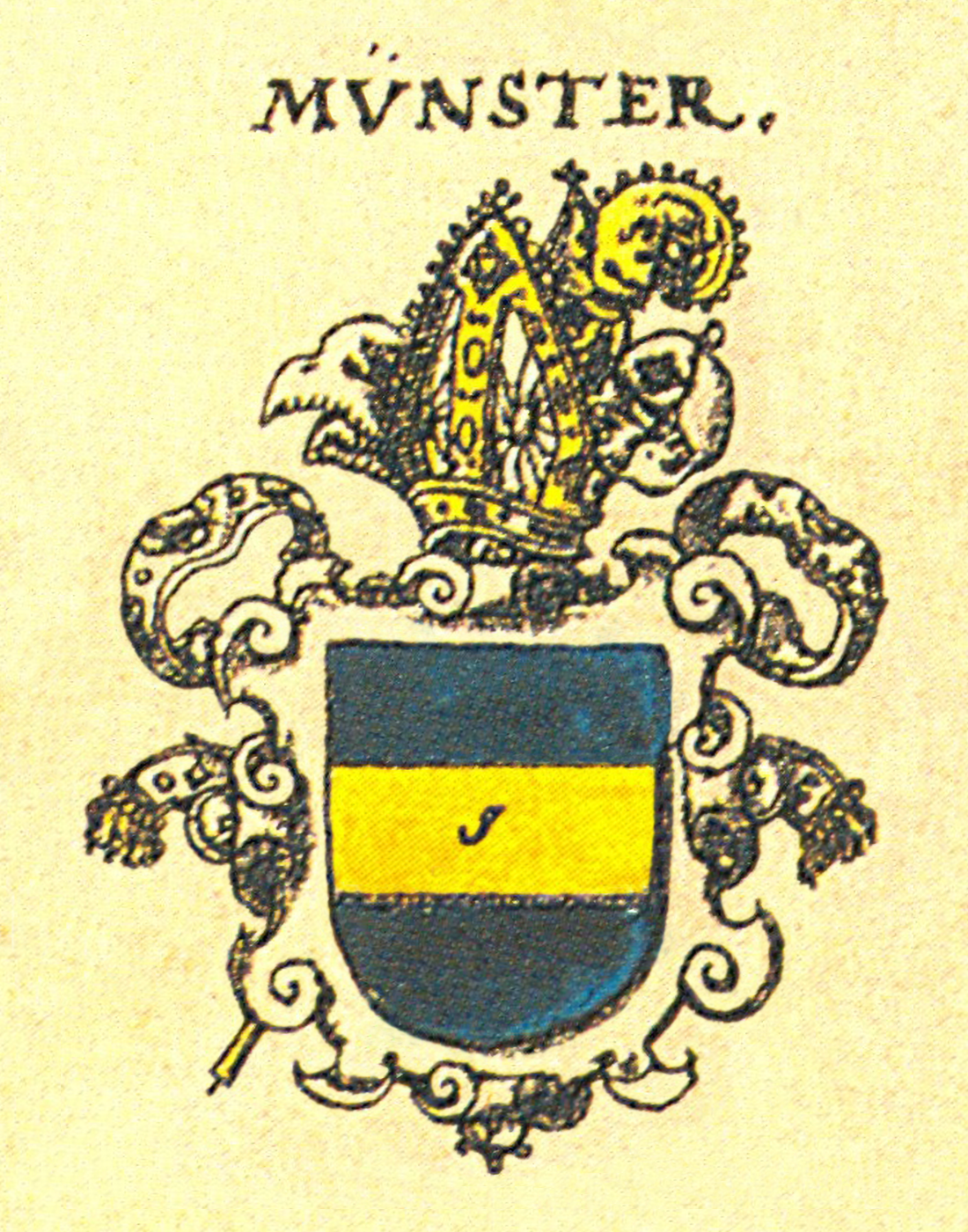
Wappen Münsters nach Siebmachers Wappenbuch

Die Münstersche Armee war das stehende Heer des Hochstifts Münster von Mitte des 17. Jahrhunderts bis zur Auflösung infolge des Reichsdeputationshauptschlusses 1803. Aufgrund einer Personalunion der Bistümer wurde die Armee zeitweise zusammen mit der Kurkölnischen Armee geführt.

## Geschichte der Armee
Münster war das größte geistliche Territorium des Heiligen Römischen Reiches und spielte bereits im Mittelalter eine bedeutende militärische Rolle. Es stellte nach der Reichsmatrikel von 1522 34 Reiter, 169 Fußsoldaten und 325 Gulden für die Reichsarmee.
Wie alle Reichsstände hatte auch das Hochstift Münster im Zuge des Westfälischen Friedens das Recht auf Unterhalt eines stehenden Heeres erhalten. Sogleich begannen viele Reichsfürsten mit dem Aufbau auf Dauer angelegter eigener bewaffneter Strukturen.
Nach dem Dreißigjährigen Krieg hatte der wegen seiner kriegerischen Auseinandersetzungen bekannte Bischof Christoph Bernhard von Galen 1651 aus der kaiserlichen Armee des Dreißigjährigen Kriegs in Westfalen für sein Gebiet 1500 Soldaten rekrutiert, die er 1654 zu einer Streitmacht von 3000 Mann aufstockte, um sich gegen die protestantischen Nachbarn zu behaupten. Ihm gelang die Unterwerfung der Stadt Münster nach anhaltenden Konflikten und zwei Belagerungen. Galen legte verschiedene Zitadellen an, um die Landstände zum Unterhalt eines stärkeren Heeres zu zwingen: bei Coesfeld, das er als Residenz erwählte, die Ludgerusburg, die Zitadelle von Münster und die Zitadelle Vechta. Seine Garnisonen lagen zeitweilig überall verteilt im Stift. Warendorf, Rheine und Meppen erhielten neue Festungen.
Im September 1665 ging Galen ein Bündnis mit dem englischen König Karl II. ein, der Verbündete im von ihm losgetretenen Zweiten Englisch-Niederländischen Seekrieg suchte, um die Herrschaft Borkeloh (niederländisch Borculo, veraltet Heerlijkheid Borkelo) zu erobern. Im Juni 1672 unternahm er mit einer Armee von knapp 25.000 Mann im Holländischen Krieg einen zweiten Versuch, jetzt im Bündnis mit Frankreichs Ludwig XIV. und dem Kurfürsten von Köln, Maximilian Heinrich von Bayern. Nach anfänglichen Erfolgen, die Galen seiner Artillerie verdankte, forderte Ludwig XIV. Eroberungen in Gelderland, jenseits der IJssel. Von Galen eroberte Zwolle, Kampen (Niederlande) und Coevorden. Die münsterische Offensive blieb im August 1672 vor Groningen stecken. Oktober 1673 versuchte von Galen nochmals, Coevorden zu erobern und im März 1674 scheiterte er zum letzten Mal, Groningen zu erobern. Münster und Köln schlossen im April 1674 Frieden mit den Niederlanden. Der Krieg der Franzosen und ihrer Verbündeten gegen die Niederlande und deren Anhänger endete erst mit dem Friede von Nimwegen 1678.
Nach dem Tod Galens am 19. September 1678 übernahm der Paderborner Bischof Ferdinand von Fürstenberg auch im Hochstift Münster die Regierung. Mit Frankreich schloss er 1680 ein Schutzbündnis ab. Auch andere Mächte umwarben ihn, er folgte jedoch dem Grundsatz der bewaffneten Neutralität. Der Erzbischof von Köln, Maximilian Heinrich von Bayern, war nach dem Tod von Ferdinand von Fürstenberg im Jahr 1683 postulierter Bischof von Münster. Da die päpstliche Erlaubnis ausblieb, war Maximilian Heinrich zwar der weltliche Herrscher des Hochstifts Münster, nicht aber der Bischof des Bistums Münster.
Seinem Nachfolger Friedrich Christian von Plettenberg gelang es durch seine Außenpolitik, die auf unterschiedliche Bündnispartner setzte, während des Pfälzischen Erbfolgekrieges dem Hochstift Münster zum letzten Mal eine halbwegs eigenständige Rolle zu verschaffen. Das Militär verschlang allerdings den größten Teil der Staatseinnahmen. Ohne Subsidien wäre die finanzielle Lage des Landes ausgesprochen schlecht gewesen. Zu seiner Zeit gliederte sich die Armee in sieben Infanterie- und zwei Kavallerieregimenter sowie eine kleine Artillerietruppe. Während des Spanischen Erbfolgekrieges stellte Friedrich Christian ab 1702 dem Reich einige Einheiten zur Verfügung.
Nach Plettenbergs Tod folgte nach einer schwierigen Wahl 1706 Franz Arnold von Wolff-Metternich zur Gracht, der bereits 1704 Bischof von Paderborn geworden war. Er schloss 1708 mit den Niederlanden eine Defensivallianz ab. Diese sollte nach dem Ende des Spanischen Erbfolgekrieges für weitere zwölf Jahre gelten. Franz Arnold trat dem Bündnis von Kaiser, England und den Niederländern gegen Frankreich bei. Er sagte gegen die Zahlung von Subsidien die Stellung von 3900 Soldaten aus den Hochstiften Münster und Paderborn zu. Franz Arnold schloss 1715 mit Friedrich Christian von Schaumburg-Lippe ein Schutzabkommen. Im Jahr 1716 stellte er den Engländern vier Bataillone zur Verfügung.
Clemens August I. von Bayern als sein Nachfolger nach dessen Tod 1718 wechselte oftmals die Bündnisse. Ab 1723 war er auch Kurfürst und Erzbischof von Köln. Im Polnischen Thronfolgekriegs verpflichtete er sich im Rahmen eines Subsidienvertrags mit Frankreich, seine Armee, die auch Soldaten aus dem Erzstift Köln und den Hochstiften Paderborn, Osnabrück und Hildesheim umfasste, aufzurüsten. Da er vorher offiziell nicht in der Lage gewesen war, sein Kontingent zur Reichsarmee für den Krieg gegen Frankreich zu stellen, wurde er durch das Reich mit Einquartierungen durch die Reichsarmee sanktioniert.
| Territorium          | Rüstungsstand im Sommer 1734                   |
| -------------------- | ---------------------------------------------- |
| Kurfürstentum Köln   | 6000 Mann                                      |
| Hochstift Münster    | 5000 Mann                                      |
| Hochstift Paderborn  | 819 Mann Infanterie und eine Invalidenkompanie |
| Hochstift Osnabrück  | 800 Mann                                       |
| Hochstift Hildesheim | 500 Mann                                       |

Im Siebenjährigen Krieg war Clemens August Verbündeter Frankreichs und Österreichs gegen Friedrich II. von Preußen. Der Siebenjährige Krieg wurde für seine Besitzungen schließlich zu einer schweren Belastungsprobe, da hier ein Großteil der Kampfhandlungen zwischen den Franzosen und der anglo-hannoverschen Koalition stattfand. Beim Tod des Kurfürsten zählte das Hochstift Paderborn mit Kriegslasten von 7,371 Millionen Reichstalern in Westdeutschland zu den am schwersten durch den Krieg geschädigten Territorien.
Unter seinem Nachfolger Maximilian Friedrich von Königsegg-Rothenfels gelang in Kurköln und Münster bis 1780 eine Verbesserung der Staatsfinanzen, aber damit verbunden auch ein Bedeutungsverlust der Armee. Es verblieben dem Hochstift nach 1767 nominell noch vier Infanterieregimenter, ein als Kavallerie bezeichnetes Dragonerregiment sowie unverändert die kleine Artillerietruppe. Im Frieden etwa zur Hälfte gekadert, ergab sich daraus eine rechnerische Gesamttruppenstärke von rund 2300 Mann.
1784 wurde Erzherzog Maximilian Franz von Österreich Erzbischof. Trotz seiner Skepsis hinsichtlich eines Reichskrieges gegen das revolutionäre Frankreich erfüllte er, als dieser 1793 ausbrach, bis 1799/1800 seine Verpflichtungen gemäß der Reichskriegsordnung und unterstellte zwei Regimenter der Reichsarmee. Im Zuge des Ersten Koalitionskrieges musste Maximilian Franz vor der Bedrohung durch den Vormarsch der Franzosen im Dezember 1792 seine Residenz Bonn verlassen. Weite Teile Kurkölns wurden besetzt und später Frankreich einverleibt. 1802 kam es zur Besetzung des Hochstifts Münster durch preußische Truppen.

### Struktur
Bis in die Mitte des 18. Jahrhunderts war das stehende Heer zeittypisch ein geworbenes Söldnerheer. Anfang des 18. Jahrhunderts gliederte es sich in sieben Infanterie- und zwei Kavallerieregimenter sowie eine kleine Artillerietruppe.
Seit 1730 wurde in allen Territorien der Personalunion nach dem Vorbild des kaiserlichen Exerzierreglements ausgebildet. Nach dem Österreichischen Erbfolgekrieg erfuhr das preußische Exerzierreglement in Europa eine rasche Verbreitung. In Münster und Kurköln wurde seit 1752 nach dem preußischen Exerzierreglement ausgebildet.
Nach 1767 verblieben nominell noch vier Infanterieregimenter, ein als Kavallerie bezeichnetes Dragonerregiment sowie unverändert die kleine Artillerietruppe, die im Frieden etwa zur Hälfte gekadert war.
Das zeitgenössische Urteil über die Truppen war neutral bis positiv: Der französische Marschall Charles de Rohan, prince de Soubise stufte im Siebenjährigen Krieg zwei Münstersche Regimenter als gut und drei kurkölnische Regimenter als mittelmäßig ein. Die ältere Geschichtsforschung hat die Streitkräfte der geistlichen Territorien dagegen fast einhellig als untauglich und belanglos beurteilt.

### Ende der Armee
Das Ende des Hochstifts mit dem Reichsdeputationshauptschluss vom 25. Februar 1803 bedeutete auch das Ende für die Münstersche Armee. Preußen dürfte bei der bereits bei der Besetzung des Hochstifts Anfang August 1802 in den wenigen Garnisonsorten einschließlich der Invaliden keinesfalls mehr als 1200 münstersche Soldaten angetroffen haben. Am 1. März 1803 wurden noch ganze 981 ehemalige münstersche Unteroffiziere und Mannschaften in das preußische Heer übernommen.